# ديفيد واغونر
ديفيد واغونر (بالإنجليزية: David Wagoner)‏ (5 يونيو 1926، ماسيلون في الولايات المتحدة)؛ شاعر وروائي أمريكي.

## الجوائز
- زمالة غوغنهايم

## روابط خارجية
- ديفيد واغونر على موقع IMDb (الإنجليزية)
- ديفيد واغونر على موقع الموسوعة البريطانية (الإنجليزية)